# Nova Iguaçu Futebol Clube
Nova Iguaçu Futebol Clube é uma agremiação esportiva da cidade de Nova Iguaçu, no estado do Rio de Janeiro, no Brasil. Foi fundado a 1 de abril de 1990. Atualmente disputa o Campeonato Carioca e a Série D.

## História

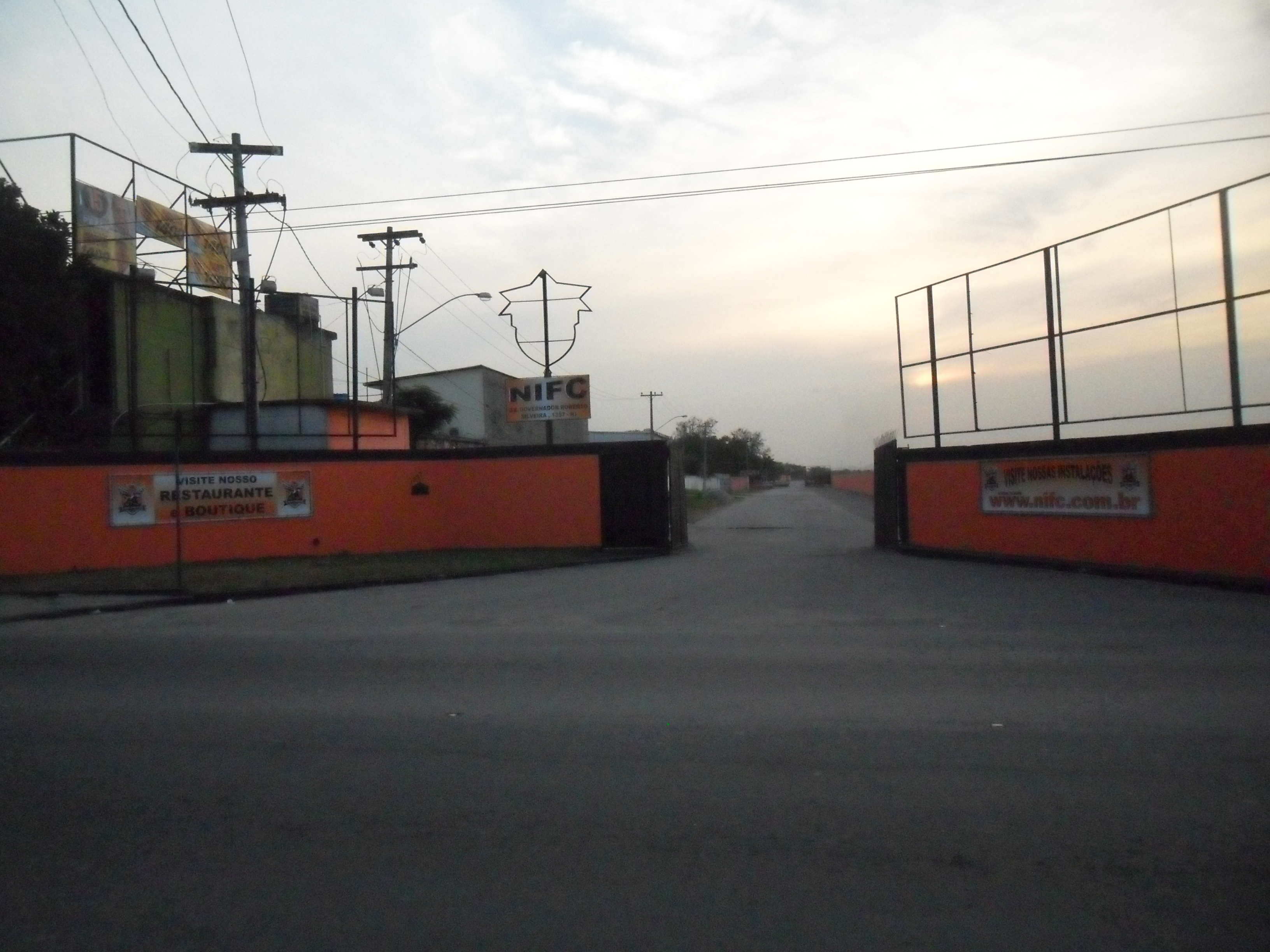
Sede do Nova Iguaçu Futebol Clube.

Foi concebido por 25 profissionais liberais encabeçados por Jânio Moraes, diretor-presidente do clube desde sua fundação até hoje. Teve seu início em uma sala de quarenta metros quadrados, localizada na Rua Topázio, número dez, no Centro de Nova Iguaçu. Um dos idealizadores do clube foi o ex-jogador Zinho, que foi titular da Seleção Brasileira na Copa do Mundo FIFA de 1994.
A cor adotada pelo time foi o laranja, em homenagem ao período em que Nova Iguaçu foi um dos maiores exportadores de laranjas do mundo, na década de 1930 (a fruta é, ainda hoje, um dos principais símbolos da cidade).

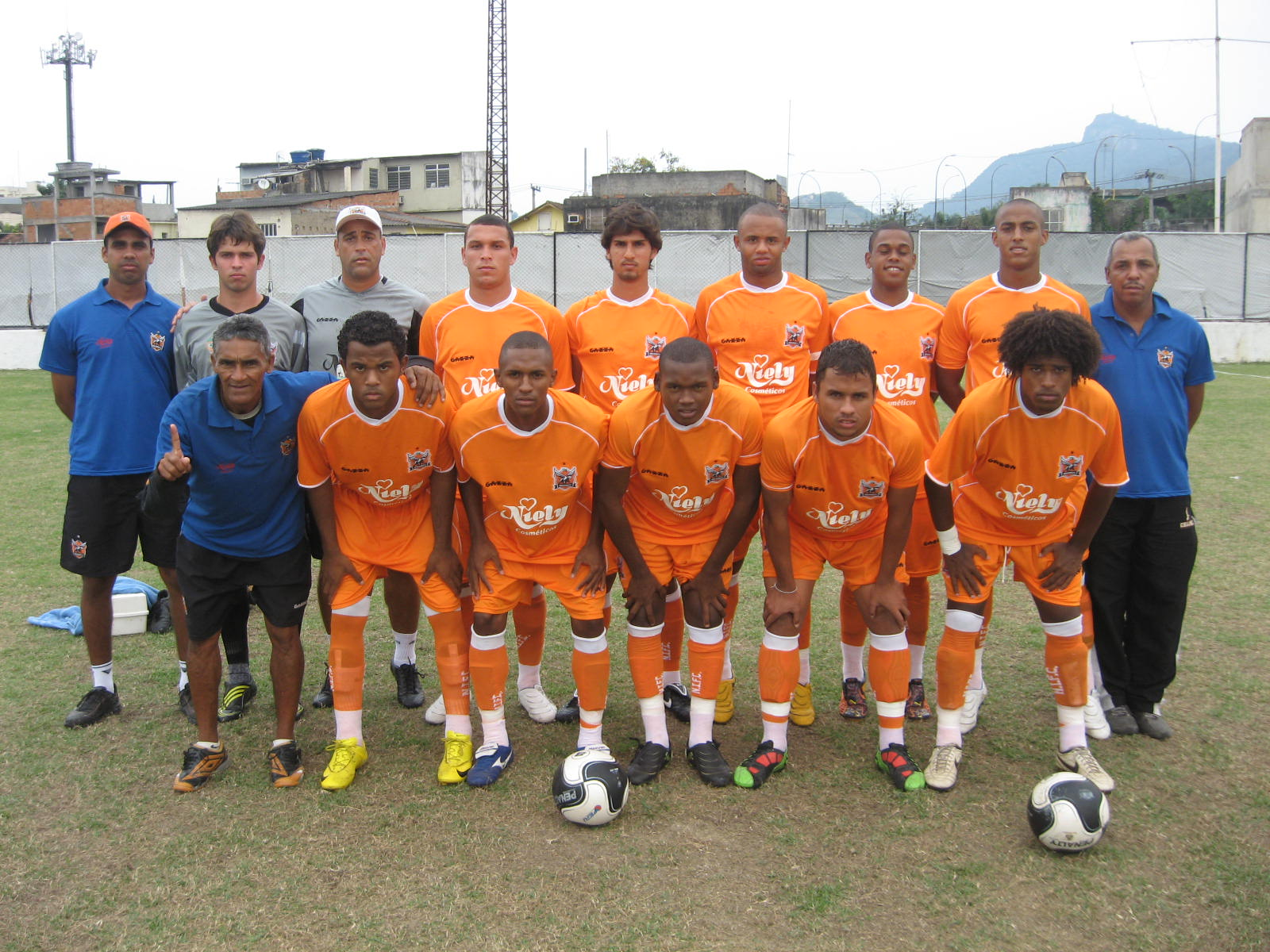
Time de Juniores em 2010, campeão do Torneio Otávio Pinto Guimarães de Juniores

Em 1991, os dirigentes do Nova Iguaçu obtiveram a posse de um terreno de 135.000 metros quadrados para a construção de seu Centro de Treinamento através do então secretário de Esportes do Governo Fernando Collor, o ex-jogador Zico.
Estreou no futebol profissional, em 1994, na Série B do Campeonato Estadual, na prática uma Terceira Divisão, pois havia acima o Módulo Intermediário, que, na realidade, era a verdadeira Segunda Divisão. Na primeira fase, se classificou em segundo, atrás somente do América de Três Rios. Na fase final, se habilitou à final contra o Goytacaz Futebol Clube, vencendo-o nos penâltis por 3 a 2, pois a partida terminou sem contagem no marcador. Foi o primeiro título da equipe comandada pelo técnico Paulo César.
Em 1995, o clube laranja da Baixada Fluminense passou para o chamado Módulo Intermediário. Na primeira fase ficou em quarto lugar, sendo superado por Barra Mansa Futebol Clube, Bayer Esporte Clube e Bonsucesso Futebol Clube. Naquele ano Barra Mansa e Bayer não foram promovidos à Primeira Divisão por uma polêmica decisão da FFERJ que culminou com o afastamento desses dois times do futebol profissional. O Bayer jamais retornaria à disputa de um campeonato profissional por conta daquela injustiça.
Em 1996, O Módulo Intermediário virou Divisão Especial, mas continuou na prática como uma Segunda Divisão. No primeiro turno, o Nova Iguaçu ficou em quarto lugar. No segundo, foi o segundo, disputando o título do turno contra o Friburguense Atlético Clube, vencendo-o nos pênaltis por 6 a 5, após 1 a 1 no tempo regulamentar. O título o favoreceu a disputar a final contra o vencedor do primeiro turno, a Associação Atlética Portuguesa, que venceu por 2 a 0, sendo campeã daquele ano.
Em 1997, a agremiação se licenciou dos campeonatos de âmbito profissional. Em 1998, volta no mesmo Módulo Especial, a Segunda Divisão da época. A campanha é fraca, e o clube fica em penúltimo em sua chave na primeira fase, acima apenas do Goytacaz Futebol Clube, e atrás de Associação Atlética Portuguesa e Campo Grande Atlético Clube, que se classificaram, e o Duquecaxiense Futebol Clube.

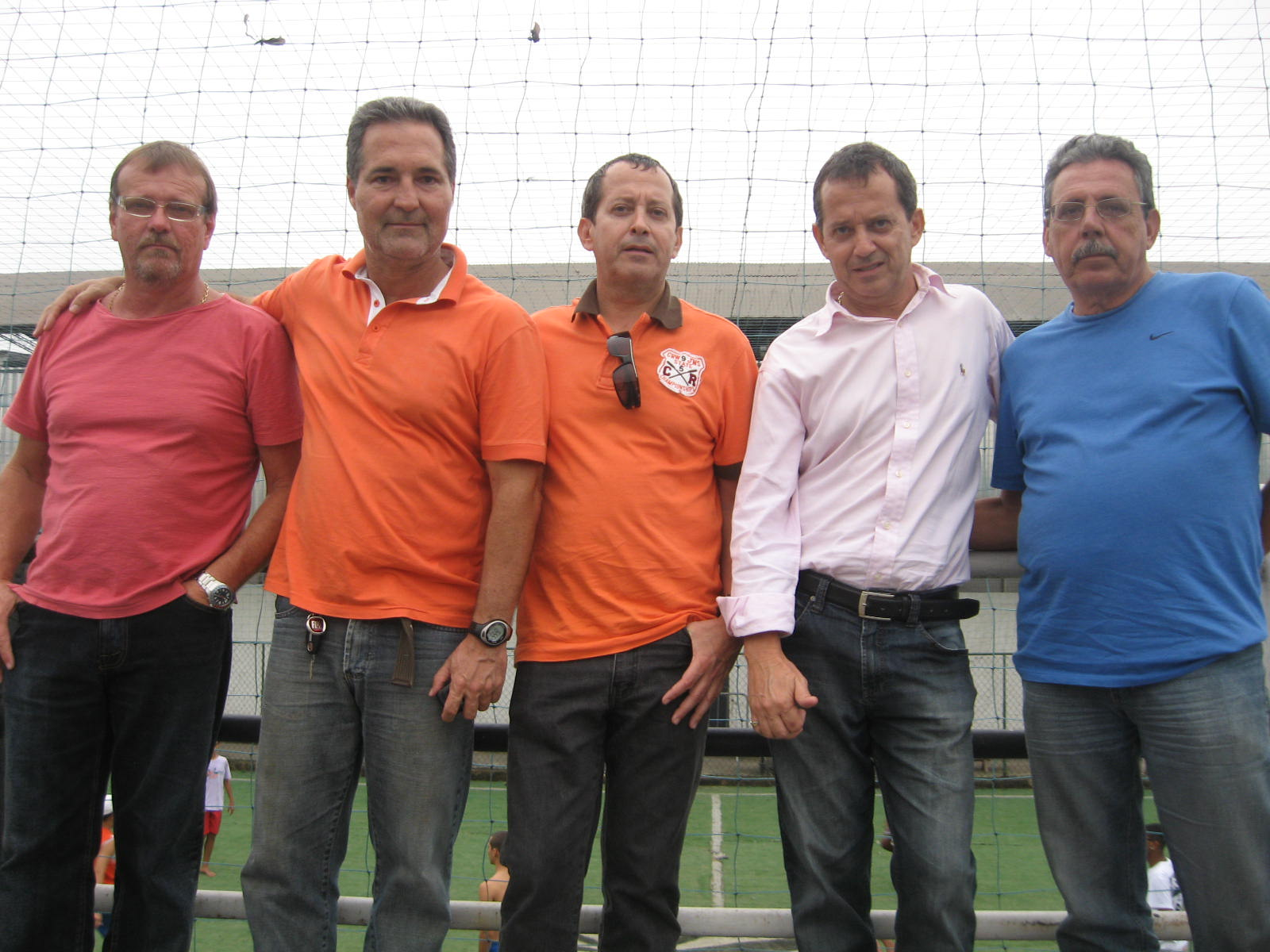
Diretoria do Nova Iguaçu

Em 1999, a campanha é melhor. O clube se classifica em segundo em sua chave na primeira fase, atrás somente da Associação Desportiva Cabofriense. Na segunda fase, perde a vaga para o Macaé Sports, que iria à final contra o campeão daquele ano, o Serrano Foot Ball Club.
Em 2000, se classifica em primeiro na fase preliminar do campeonato, que passou a se chamar Módulo Extra, superando Esporte Clube Barreira, Mesquita Futebol Clube, que se classificaram, além de Rubro Social Esporte Clube e Everest Atlético Clube, que foram eliminados. Na segunda fase terminou em quarto, sendo eliminado, ficando atrás de CFZ do Rio Sociedade Esportiva, São Cristóvão de Futebol e Regatas e o Macaé Sports.
Em 2001, se licencia novamente dos campeonatos de âmbito profissional, feito repetido no ano seguinte.
Em 2003, não se classificou para a fase final, ficando apenas em sexto em sua chave, sendo superado por Associação Atlética Portuguesa e Volta Redonda Futebol Clube.
Em 2004, se classificou em primeiro em sua chave, se habilitando para a fase final. Nesta, acabou em último, quarto lugar, sendo superado pelo campeão Volta Redonda Futebol Clube, Boavista Sport Club e Angra dos Reis Esporte Clube.
Em 2005, se classificou como líder de sua chave na primeira fase. Na fase final, disputa sob pontos corridos, se sagrou campeão e promovido à Primeira Divisão pela primeira vez em sua história, superando Bangu Atlético Clube, Angra dos Reis Esporte Clube e Boavista Sport Club.

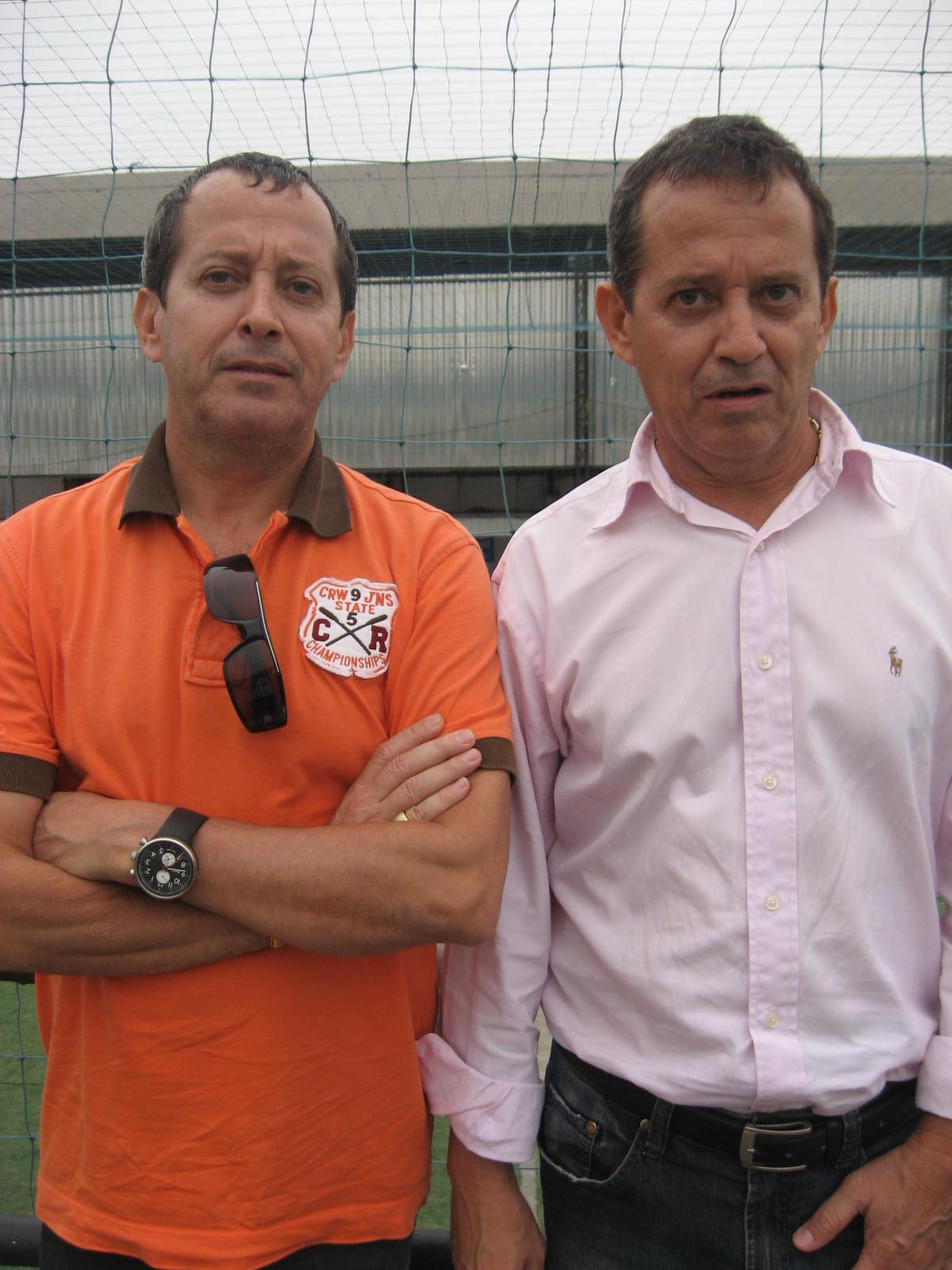
Os irmãos Jorge e Jânio Moraes, respectivamente vice-presidente e presidente do Nova Iguaçu

Em 2006, disputa finalmente a elite do futebol do Rio de Janeiro. No primeiro turno, chamado de Taça Guanabara, o clube ficou na terceira colocação, não se classificando para as finais do turno, sendo superado por Americano Futebol Clube e Associação Desportiva Cabofriense, mas surpreendentemente na frente de Fluminense Football Club, Clube de Regatas do Flamengo e Associação Atlética Portuguesa. No segundo turno, chamado de Taça Rio, a campanha é fraca, e a agremiação termina em último em sua chave. No cômputo geral, foi décimo lugar.
Em 2007, o Nova Iguaçu termina em último lugar na sua chave na Taça Guanabara. Na Taça Rio, fica novamente na rabeira da classificação, sendo rebaixado para a Segunda Divisão. Conseguira a façanha de permanecer dois anos na elite do futebol do Rio de Janeiro.
Em 2008, o Nova Iguaçu conquistou a Copa Rio ao derrotar nos jogos  finais o Americano, por 1 a 0 no Estádio Giulite Coutinho e por 3 a 2 no Estádio Godofredo Cruz. No Estadual da Segunda Divisão, se classifica na primeira fase em sua chave em quarto lugar, sendo superado apenas por Bangu Atlético Clube, Sendas Pão de Açúcar Esporte Clube e Angra dos Reis Esporte Clube. Na segunda fase se classifica em segundo, sendo superado apenas pelo CFZ do Rio Sociedade Esportiva. Na fase seguinte, acaba eliminado ao ficar em terceiro, sendo superado pelos classificados Olaria Atlético Clube e Esporte Clube Tigres do Brasil. Naquelo ano seriam promovidos Bangu Atlético Clube e Esporte Clube Tigres do Brasil. Inaugura o estádio Jânio Moraes, conhecido como Laranjão.
Em 2009, disputa a Segunda Divisão do Campeonato Estadual,o time perdeu um grande reforço que logo depois viria a ser destaque do barcelona que era o Pedro Gimenez , Atacante.Mas não obtém grande sucesso, sendo eliminado na segunda fase da competição e sequer conquistando vaga para a Copa Rio. Porém, no ano seguinte conquista o acesso de volta à Série A com o segundo lugar na Série B de 2010.
Ainda em 2010 sagra-se novamente campeão do Torneio Otávio Pinto Guimarães de Juniores ao bater na final o Esporte Clube Tigres do Brasil.
Em 2013 competiu pela primeira vez o Campeonato Brasileiro de Futebol - Série D, por ter vencido a Copa Rio em 2012. Mas não conseguiu se firmar na competição e com apenas 2 vitórias, foi eliminado ainda na primeira fase.
Em 2014 fez uma campanha razoável no Campeonato Carioca de Futebol de 2014, terminando como 8º colocado, somando 19 pontos, com 4 vitórias, 7 empates e 4 derrotas. Na Copa Rio de 2014 o Carrossel da Baixada fez uma campanha também razoável, mas não conseguiu se classificar para a segunda fase.
Possui o apelido de "Carrossel da Baixada" devido a seu uniforme laranja lembrar o da Seleção holandesa que, na Copa do Mundo FIFA de 1974, era chamada de "Carrossel holandês".
Em 2015, o Nova Iguaçu fez uma campanha muito ruim, e acabou rebaixado para a  Série B. Com a pior campanha o Nova Iguaçu foi beneficiado com a punição de 15 pontos imposta ao Barra Mansa Futebol Clube por escalação irregular de jogadores. Com isso o Nova Iguaçu deixou a última posição, e terminou o campeonato com a mesma pontuação do Boavista Sport Club. O regulamento previa 2 rebaixados, sendo que em caso de empates em pontos haveria 2 jogos em campo neutro. A primeira partida foi no Estádio de Moça Bonita, tendo o Boavista Sport Club vencido por 3 a 0; no segundo jogo, no Correão, o Boavista Sport Club venceu por 2 a 0.
Em 2022 conquistou o Torneio Independência, um torneio dentro do Campeonato Carioca dado a quem somasse mais pontos nos duelos dos times fora os quatro grandes.

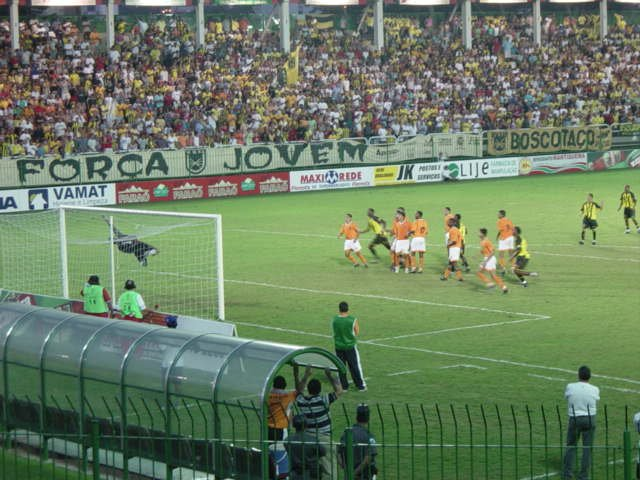
Nova Iguaçu X Volta Redonda

Em 2024, o clube fez uma ótima campanha na Taça Guanabara, alcançando a 2ª colocação e se habilitando pela primeira vez às semifinais do Campeonato Carioca.
Após uma histórica vitória por 1x0 no segundo jogo da semifinal, contra o Vasco, em 17 de março, o Nova Iguaçu garantiu pela primeira vez o direito de disputar a final, cujo adversário seria o Flamengo.
No primeiro jogo da final, no Maracanã, o Nova Iguaçu saiu atrás do placar ao perder a partida por  3–0. No segundo jogo, nova derrota, dessa vez por 1–0, o que sacramentou o vice-campeonato inédito. O clube fez sua melhor campanha no campeonato estadual até então, tendo alcançado a 2.ª colocação na classificação geral, obtendo 8 vitórias, 4 empates e 3 derrotas. Na primeira fase, havia empatado em 1 a 1 com um elenco alternativo do Flamengo, em João Pessoa-PB, o único gol sofrido da campanha rubro-negra.

## Títulos
| ESTADUAIS          | ESTADUAIS                     | ESTADUAIS | ESTADUAIS         |
|                    | Competição                    | Títulos   | Temporadas        |
| ------------------ | ----------------------------- | --------- | ----------------- |
|                    | Copa Rio                      | 2         | 2008 e 2012       |
|                    | Campeonato Carioca - Série A2 | 3         | 2005, 2016 e 2020 |
|                    | Campeonato Carioca - Série B1 | 1         | 1994              |
|                    | Torneio Independência         | 1         | 2022              |
| TURNOS DO ESTADUAL |                               |           |                   |
|                    | Competição                    | Títulos   | Temporadas        |
|                    | Taça Santos Dumont            | 2         | 2016 e 2020       |

### Campanhas de destaque
- Vice-campeão do Campeonato Carioca: 2024

### Categorias de base
Sub 20[carece de fontes?]
- Copa Rio: 1996, 2010[9]
- Campeonato Carioca - Série B: 2016[10]

## Estatísticas

### Participações
|  | Participações em 2025 |

| Competição                      | Temporadas | Melhor campanha       | Estreia | Última | P | R |
| ------------------------------- | ---------- | --------------------- | ------- | ------ | - | - |
| Campeonato Carioca              | 15         | Vice-campeão (2024)   | 2006    | 2025   |   | 3 |
| Campeonato Carioca - Série A2   | 14         | Campeão (2005 e 2016) | 1995    | 2020   | 3 | – |
| Campeonato Carioca - Série B1   | 1          | Campeão (1994)        | 1994    | 1994   | 1 | – |
| Copa Rio                        | 13         | Campeão (2008 e 2012) | 1995    | 2025   |   |   |
| Campeonato Brasileiro - Série D | 6          | 10° colocado (2024)   | 2013    | 2025   | – |   |
| Copa do Brasil                  | 5          | 3ª fase (2023)        | 2018    | 2025   |   |   |

## Elenco atual
- Atualizado em 11 de janeiro de 2025.

## Jogadores destacados 
Esta é uma lista de jogadores de destaque que já passaram pelo Nova Iguaçu:
- Airton
- Asprilla
- Andrezinho
- Cortês
- Deivid
- Lucas Portugal
- Edmundo
- Márcio Careca
- Marcos Denner
- Marcos Leandro
- Schwenck
- Zinho
- William Barbio

## Treinadores
- Josué Teixeira (2011)
- Zinho (2011)
- Marcelo Salles (2013-2014)
- Edson Souza (2013-2014)
- Eduardo Allax (2015)
- Renê Weber (2015)
- Carlos Vitor (2015-)

## Sedes e estádios

### Jânio Moraes
Localizado no centro de Nova Iguaçu, o Laranjão possui capacidade atual de 3.500 espectadores. O estádio pertence ao Nova Iguaçu Futebol Clube. Construído em 2009, a diretoria do clube iguaçuano pretende, a longo prazo, aumentar a capacidade para 30 mil pessoas.